# Palfner Heimalm
Die Palfner Heimalm (auch Palfneralm) ist eine Alm in der Gemeinde Bad Gastein im österreichischen Bundesland Salzburg.

## Lage und Charakteristik
Die Palfner Heimalm liegt an den westlichen Hängen des Hüttenkogels in der Ankogelgruppe. Sie gehört zur Ortschaft Bad Gastein, zur Katastralgemeinde Badgastein und zum Landschaftsschutzgebiet Gasteiner-Tal. Das Gelände fällt Richtung Südwesten zum Palfner Bach ab. Auf die Palfner Heimalm führt eine Straße. Von dort verläuft ein Steig weiter hinauf zur verfallenen Palfner Hochalm.
Auf der Palfner Heimalm werden im Sommer Rinder gehalten. Dabei handelt es sich vor allem um Simmentaler und daneben um Mischrassen. Eine Almhütte steht auf einer Höhe von 1473 m ü. A. Die sich östlich der Almhütte erstreckende Rotwild-Ruhezone Palfner Heimalm darf von 1. November bis 31. Mai nicht betreten werden.

## Geschichte
Im von 1823 bis 1830 erstellten Franziszeischen Kataster sind eine Flur Palfner Alpe mit einem Voralpen Hütte genannten Gebäude verzeichnet.